# Rampur (Uttar Pradesh)
Rampur (hindi: रामपुर) – miasto w północnych Indiach, w stanie Uttar Pradesh, na Nizinie Hindustańskiej, nad rzeką Kosi (dopływ Gangesu).

## Demografia
Populacja miasta w 2001 roku wynosiła 200 423 mieszkańców.

## Gospodarka
W mieście rozwinął się przemysł cukrowniczy, włókienniczy, skórzany oraz rzemieślniczy.

## Zabytki
- Biblioteka Raza – biblioteka mieszcząca się w Hamid Manzil zbudowanym pod koniec XIX wieku przez Hamida Ali Khana Bahadura. W jej zbiorach znajduje się blisko 60 tys. książek[3] , 1000 mogolskich miniatur oraz innych rzadkich manuskryptów[4].

## Rampur w sztuce
Miasto zostało ukazane jako tło w indyjskim filmie Black Friday. W mieście ukrywali się wykonawcy zamachów bombowych z marca 1993 dokonanych w ramach zamieszek w Bombaju. 